# Dirección General de Radio, Televisión y Cinematografía (México)
La Dirección General de Radio, Televisión y Cinematografía (RTC), es una unidad administrativa de la Secretaría de Gobernación de México. Está encargada de supervisar los contenidos exhibidos en radio, televisión y cine; para, en su caso, asignar una clasificación, transmisión, comercialización, distribución y exhibición. También controla los tiempos de programas oficiales del gobierno en medios electrónicos. Es el principal emisor del programa La hora nacional.
Creada el 6 de julio de 1977, es la unidad administrativa encargada de ejercer las atribuciones que las leyes y reglamentos le confieren a la Secretaría de Gobernación en materia de radio, televisión y cinematografía.
Entre sus facultades, RTC supervisa los contenidos de radio, televisión y cinematografía, para su clasificación, transmisión, comercialización, distribución y exhibición, según sea el caso. También es la encargada de coordinar y supervisar técnicamente la transmisión, enlace y distribución de los programas oficiales en medios electrónicos.

## Misión y visión
El organismo tiene como misión que se haga el buen cumplimiento de la Ley Federal de Radio y Televisión y de la Ley Federal de Cinematografía; así como de sus respectivos reglamentos, para transmitir valores al pueblo mexicano. Como organismo, busca convertirse en una institución rectora de los medios de comunicación.

### Misión
Vigilar el cumplimiento de la Ley Federal de Radio y Televisión y de la Ley Federal de Cinematografía y de sus respectivos reglamentos para cumplir con la función social de los medios de comunicación, así como contribuir al fortalecimiento de la integración nacional a través de la difusión de mensajes que reafirmen los valores históricos, democráticos, culturales y sociales de la población.

### Visión
Constituirse en una institución rectora que provea lo necesario para el uso del tiempo que corresponde al Estado, en cuyo usufructo tienen participación los tres poderes de la Unión, coadyuvando a difundir sus políticas de comunicación social; fortalecer los procesos para regular, supervisar y vigilar la transmisión de materiales de radio, televisión y cinematografía, conforme a lo establecido en las leyes y reglamentos de la materia para contribuir al fortalecimiento de la integración nacional y de los valores históricos y culturales.

## Antecedentes
La Dirección General de Radio, Televisión y Cinematografía (RTC) es creada a través del Reglamento Interior de la Secretaría de Gobernación, publicado en el Diario Oficial de la Federación el 6 de julio de 1977.
En sus inicios RTC dictó las disposiciones programáticas, de coordinación y evaluación, relativas a los institutos de radio, televisión y cinematografía; atendió la operación de la Cineteca Nacional y el registro público cinematográfico; dirigió los servicios de la televisión rural, de la radiodifusora Radio México y coordinó el funcionamiento de las estaciones de radio y televisión pertenecientes al Gobierno Federal.
Desde 1977 hasta 2005, el Reglamento Interior de la Secretaría de Gobernación se ha modificado, lo que ocasionado que RTC haya tenido diversos cambios en su estructura y operación.
En 1985 se incluyó entre sus atribuciones el emitir opinión previa al trámite que debe dar la Secretaría de Comunicaciones y Transportes a las solicitudes de concesión o permiso para operar estaciones de radio y televisión, así como para su renovación, de acuerdo con la Ley Orgánica de la Administración Pública Federal. Asimismo, se le facultó para autorizar el contenido de las señales distribuidas por sistemas de televisión por cable, vía satelital o de emisiones distribuidas a través de cualquier medio físico.
En 1989 se le confirieron atribuciones vinculadas al uso del tiempo que corresponde al Estado en las estaciones de radio y televisión, el encadenamiento de las estaciones de radio y televisión, la producción y transmisión de La hora nacional, el cumplimiento de las leyes y reglamentos en materia de radio, televisión y cinematografía, la autorización para la transmisión de programas en idiomas diferentes al español; para la transmisión pública de material grabado o filmado para cualquier tipo de programas de radio o televisión, así como para la distribución, comercialización y exhibición pública de películas producidas en el país o en el extranjero; y la clasificación de los materiales de radio, televisión y cinematografía en conformidad con las normas aplicables en la materia.
El Reglamento de 1998 reiteró las atribuciones de RTC y actualizó diversas fracciones para hacerlas congruentes con las nuevas tecnologías.
En 2002 se eliminó la atribución de someter al acuerdo del Secretario de Gobernación lo relativo a la coordinación, promoción y fomento de las actividades que en el ámbito de su competencia realizaba la Secretaría. Asimismo, se especificó las dependencias que coordinarían la producción televisiva de programas de las actividades del Gobierno Federal.
En 2004 se le otorgó la atribución de autorizar y vigilar la transmisión del Himno Nacional por estaciones de radio y televisión y la proyección por televisión del Escudo y de la Bandera Nacionales y los programas que versen sobre ellos, o que contengan motivos del Himno, en coordinación con la Dirección General de Cultura Democrática y Fomento Cívico.

## Directores generales
La Dirección General de Radio, Televisión y Cinematografía ha tenido a lo largo de su historia a los siguientes directores generales:
| Director                            | Periodo                           |
| ----------------------------------- | --------------------------------- |
| Margarita López Portillo            | 1977 - 1982                       |
| Jesús Hernández Torres              | 1982 - 1988                       |
| Óscar Levín Coppel                  | 1988 - 1989                       |
| Javier Nájera Torres                | 1989 - 1991                       |
| Jorge Medina Viedas                 | 1991 - 1993                       |
| Manuel Villa Aguilera               | 1993                              |
| Alejandro Montaño Martínez          | 1993 - 1995                       |
| Enrique Rubio Lara                  | 1995 - 1997                       |
| Carlos Reta Martínez                | 1997 - 1999                       |
| Alejandro Montaño Martínez          | 1999 - 2000                       |
| Carlos Fernández Collado            | 2000 - 2002                       |
| Manuel Gómez Morin Martínez del Río | 2002 - 2003                       |
| Héctor Villarreal Ordóñez           | 2003 - 2004                       |
| Eduardo Garzón Valdez               | 2005 - 2007                       |
| Irma Pía González Luna              | 2006 - 2008                       |
| Norberto Tapia Latisnere            | 2008 - 2009                       |
| Álvaro Luis Lozano González         | 2009 - 2011                       |
| José Ignacio Juárez Sánchez         | noviembre de 2011 - abril de 2013 |
| Andrés Chao Ebergenyi               | abril de 2013 - mayo de 2014      |
| Amadeo Díaz Moguel                  | julio de 2014 - enero de 2019     |
| Rodolfo González Valderrama         | Febrero de 2019 - Julio de 2023   |
| Manuel Moreno Dominguez             | Agosto de 2023 - En el cargo      |

## Atribuciones
De conformidad con el artículo 34 del Reglamento Interior de la Secretaría de Gobernación, la Dirección General de Radio, Televisión y Cinematografía tiene las siguientes atribuciones:
- Ejercer las atribuciones que las leyes y reglamentos le confieren a la Secretaría en materia de radio, televisión, cinematografía y demás medios electrónicos de comunicación;
- Aplicar, en su ámbito de competencia, la política de comunicación social del Gobierno Federal;
- Auxiliar al Secretario, en el ámbito de su competencia, en todo lo relativo a las propuestas que este presente ante el titular del Ejecutivo Federal, para la emisión de acuerdos en los que se establezcan los lineamientos de la comunicación social del Gobierno Federal;
- Promover, con la intervención que corresponda a otras dependencias, la producción de programas de radio y televisión que contribuyan al fortalecimiento de la integración y descentralización nacionales;
- Regular la transmisión de materiales de radio y televisión;
- Tener a su cargo los registros públicos que prevean las leyes en materia de radio y televisión;
- Expedir los certificados de origen del material grabado y filmado de radio, televisión y cinematografía, para uso comercial, experimental o artístico, realizado en el país o en el extranjero, así como el material generado en coproducción con otros países, en territorio nacional o en el extranjero;
- Resolver las solicitudes de autorización para transmitir públicamente material grabado o filmado para cualquier tipo de programas de radio o televisión, así como para distribuir, comercializar y exhibir públicamente películas o de cualquier otra forma de presentación del material, producidos en el país o en el extranjero y clasificarlos de conformidad con las normas aplicables, vigilando su observancia;
- Autorizar la importación y exportación de material grabado o filmado, de uso comercial o experimental para la radio y la televisión, de conformidad con los acuerdos establecidos, observando los criterios de reciprocidad;
- Supervisar los guiones y libretos para programas de televisión y otorgar autorización de los argumentos y guiones para la radio y para la publicidad grabada o filmada destinada a su transmisión o exhibición;
- Otorgar autorización para grabar o filmar con fines de explotación comercial, material extranjero de radio y televisión;
- Autorizar el contenido de las señales distribuidas por los sistemas de televisión por cable;
- Intervenir, en el ámbito de su competencia, en las reuniones nacionales o internacionales que sobre las materias de radio, televisión, cinematografía y demás medios electrónicos de comunicación se realicen en territorio nacional o en el extranjero;
- Autorizar el contenido de las emisiones distribuidas a través de cualquier medio físico en territorio nacional de señales de radio y televisión provenientes de satélites o de otro tipo de tecnologías, previamente a la concesión o permiso que, en su caso, otorgue la Secretaría de Comunicaciones y Transportes;
- Supervisar y vigilar que las transmisiones de radio y televisión a través de sus distintas modalidades de difusión cumplan con las disposiciones de la Ley Federal de Radio y Televisión, sus respectivos reglamentos y títulos de concesión;
- Intervenir, previo acuerdo del Secretario, en el ámbito de su competencia y con la participación que corresponda a otras dependencias, en la celebración de contratos y convenios nacionales e internacionales en materia de radio, televisión, cinematografía y comunicación social;
- Vigilar, con la participación que corresponda a otras dependencias, que la transmisión de programas de radio y televisión, así como la exhibición o comercialización de películas o de cualquier otra forma de presentación con fines educativos y culturales se apeguen a los criterios que establezcan las disposiciones legales y reglamentarias;
- Autorizar la transmisión de programas para radio y televisión producidos en el extranjero y el material radiofónico y de televisión que se utilice en los programas patrocinados por un gobierno extranjero o un organismo internacional, en los términos de los convenios internacionales suscritos por el Gobierno Federal;
- Autorizar la transmisión por radio y televisión de programas en idiomas diferentes al español, así como doblajes y subtitulajes para programas de televisión y películas cinematográficas;
- Conceder permisos para la transmisión de programas de concursos, de preguntas y respuestas y de otros semejantes, en coordinación con la Unidad de Gobierno;
- Autorizar y vigilar la transmisión del Himno Nacional por estaciones de radio y televisión y la proyección por televisión del Escudo y de la Bandera Nacionales y los programas que versen sobre ellos, o que contengan motivos del Himno, en coordinación con la Dirección General de Cultura Democrática y Fomento Cívico;
- Proveer lo necesario para el uso del tiempo que corresponda al Estado en las estaciones de radio y televisión;
- Ordenar y coordinar el encadenamiento de las estaciones de radio y televisión, de acuerdo con lo dispuesto en el artículo 62 de la Ley Federal de Radio y Televisión;
- Conocer previamente los boletines que los concesionarios o permisionarios estén obligados a transmitir gratuitamente y ordenar a estos su difusión, salvo en los casos de notoria urgencia, en los cuales las autoridades podrán directamente y bajo su responsabilidad, ordenar su transmisión de acuerdo con lo señalado por el artículo 60 de la Ley Federal de Radio y Televisión;
- Colaborar con la Comisión de Radiodifusión para transmitir los programas de los partidos políticos por radio y televisión, según lo dispuesto por el Código Federal de Instituciones y Procedimientos Electorales, sus disposiciones reglamentarias y demás normas aplicables;
- Realizar los estudios, investigaciones, análisis y evaluaciones necesarias para conocer oportunamente los efectos de las transmisiones de radio y televisión y de las exhibiciones cinematográficas sobre las actividades del Ejecutivo Federal y, en su caso, proponer las medidas que deban adoptarse;
- Emitir opinión previa al trámite que deba dar la Secretaría de Comunicaciones y Transportes, sobre las solicitudes de concesión o permiso a que se refiere la fracción III del artículo 36 de la Ley Orgánica de la Administración Pública Federal;
- Vigilar que en el tiempo total de pantalla que deben dedicar los salones cinematográficos del país para la exhibición de películas mexicanas, se observen las disposiciones de la Ley Federal de Cinematografía y su reglamento;
- Imponer las sanciones que correspondan por incumplimiento de las normas que regulan las transmisiones en radio y televisión y las exhibiciones cinematográficas;
- Supervisar la cobertura y producción para la televisión de los programas informativos relacionados con las actividades del titular del Poder Ejecutivo Federal y sus dependencias, así como los correspondientes a los actos que señala el Calendario Cívico de Conmemoraciones;
- Vigilar que el equipo periférico del Centro Nacional de Transmisiones opere en óptimas condiciones de trabajo y garantizar que la transmisión y recepción de señales realizadas en el Centro reúnan los requerimientos técnicos establecidos en materia de calidad;
- Prestar los servicios de recepción y transmisión de señales a cadenas nacionales e internacionales de televisión;
- Coordinarse, previo acuerdo del secretario, con la Coordinación General de Comunicación Social de la Presidencia de la República y con las unidades de comunicación social de la Administración Pública Federal, de los Gobiernos de los Estados y del Distrito Federal, para la producción televisiva de programas informativos acerca de las actividades del Gobierno Federal;
- Encargarse de la producción y transmisión de los programas de "La Hora Nacional";
- Hacerse cargo de las publicaciones que se editen como órganos de la Dirección General.

## Clasificación de material grabado
Para el análisis del contenido de esta programación, se pondera:
- El significado y aplicación del conjunto de palabras, frases y enunciados.
- El entorno lingüístico y situacional, para darle valor y sentido, tanto a las imágenes como a lo que se expresa.
- El género del programa.

Se realiza una ficha de Análisis y Clasificación de Material para Televisión, que detalla los aspectos técnicos, así como la elaboración de una sinopsis, resaltando los elementos que sustentan la clasificación.
Como referencia para el análisis se consideran cuatro categorías, tomando en cuenta la frecuencia y presencia combinada de las mismas:
1. Violencia: representaciones de violencia física, psicológica o sexual.
2. Sexualidad: escenas que contengan denotación o connotación sexual.
3. Lenguaje: corrupción del lenguaje, así como palabras y/o frases en doble sentido.
4. Adicciones: escenas en donde se presente consumo de tabaco, alcohol y/o drogas.

Es el artículo 24 del Reglamento de la Ley Federal de Radio y Televisión en Materia de Concesiones, Permisos y Contenido de las Transmisiones de Radio y Televisión, el que establece las clasificaciones, siendo estas: “AA”, “A”, “B”, “B15”, “C” y “D”.

### Criterios específicos para clasificación
La labor de clasificación se realiza sin hacer juicio alguno sobre aspectos estéticos, técnicos o ideológicos de los programas, solamente se considera el tema y tratamiento del contenido: esto es, los programas se analizan en su conjunto, teniendo como referencia el contexto de los mismos, así como las escenas, capítulos, tomas o segmentos que puedan tener un impacto específico durante su desarrollo.
Estas clasificaciones son asignadas por el instituto para dar mayor objetividad y transparencia a las personas autorizadas por la Dirección General de Radio, Televisión y Cinematografía para la clasificación aplicado igual a películas, telenovelas, series filmadas, programas infantiles, teleteatros grabados y anuncios comerciales, tal y como se establece en la Ley. En seguida se presenta una síntesis de la versión oficial publicada en el Diario Oficial de la Federación, siendo estas clasificaciones las siguientes:
| Nivel | Audiencia preferente | Horario preferente                      | Tema tratado        | Descriptivo |
| ----- | --- | --------------------------------------- | ------------------- | --- |
| AA    | Apto para todo público: comprensible para menores de 7 años                                                                                                 | En cualquier horario.                   | infantil            | - Programas informativos. - Asignado a producciones fáciles de entender. - Se eligen parcelas y temas de especial interés para niños menores de 7 años. - No afecta al desarrollo integral de un niño menor de 7 años. - Mensaje anterior de televisión; audible o visible: [Este programa es] adecuado para niños - Usos más comunes: Caricaturas educativas o producciones blandas. - Equivalencias en USA: TV-Y, TV-Y7, TV-Y7-FV (estandarizada), G y PG |
| AA    | Apto para todo público: comprensible para menores de 7 años                                                                                                 | En cualquier horario.                   | Violencia           | - Puede ser mínimo, siempre y cuando no se aliente. - No debería ser chocante o traumático. |
| AA    | Apto para todo público: comprensible para menores de 7 años                                                                                                 | En cualquier horario.                   | Sexo y desnudez     | - El cuerpo humano desnudo no se muestra. - Besos, abrazos o palmaditas se presentan en tono amoroso, familiar o amistoso. |
| AA    | Apto para todo público: comprensible para menores de 7 años                                                                                                 | En cualquier horario.                   | Lenguaje soez       | Prohibido para esta categoría. |
| AA    | Apto para todo público: comprensible para menores de 7 años                                                                                                 | En cualquier horario.                   | Drogas y Adicciones | Prohibido para esta categoría. |
| A     | Apto para todo público, pero es recomendado para niños mayores de 7 años, aunque menores también pueden verlas siempre que estén acompañados por sus padres | En cualquier momento                    | General             | - Programas informativos. - Puede tener temas complejos dependiendo del perfil de la historia. - Algunos programas requieren supervisión de los padres. - Debe ser fácil distinguir la exageración de la realidad. - Mensaje anterior de la televisión; audible o visible, o ambos: [Este programa es] adecuado para todas las edades (en español, Apto para todo público). - Usos más comunes: Documental, musical, infantil, películas familiares y aquellas en las que hay muertes sin violencia psicológicamente impactante (ya sean naturales, espontáneas, fantásticas, discretas, científicamente irreales o leves, entre otras) se utilizan en esta categoría. - Equivalencias en USA: TV-Y7-FV, TV-G, TV-PG (Este último equivale en documentales.), G, PG y PG-13 |
| A     | Apto para todo público, pero es recomendado para niños mayores de 7 años, aunque menores también pueden verlas siempre que estén acompañados por sus padres | En cualquier momento                    | Violencia           | - Se permite una agresión mínima en los personajes, siempre y cuando no sea promocionada. - No debe mostrarse como el único método para resolver problemas entre individuos. |
| A     | Apto para todo público, pero es recomendado para niños mayores de 7 años, aunque menores también pueden verlas siempre que estén acompañados por sus padres | En cualquier momento                    | Sexo y desnudez     | - Los desnudos se pueden presentar siempre que sean breves, no frecuentes o detallados. - No se permiten escenas sexuales o eróticas, a menos que se utilicen con fines científicos, educativos o documentales. |
| A     | Apto para todo público, pero es recomendado para niños mayores de 7 años, aunque menores también pueden verlas siempre que estén acompañados por sus padres | En cualquier momento                    | Lenguaje soez       | - Puede contener algunas expresiones audaces, siempre y cuando su uso esté justificado. - Sólo se permite a los que no son ofensivos culturalmente. |
| A     | Apto para todo público, pero es recomendado para niños mayores de 7 años, aunque menores también pueden verlas siempre que estén acompañados por sus padres | En cualquier momento                    | Drogas y Adicciones | - Caricaturas y series infantiles: No debería haber escenas de consumo de drogas ni de mención de ellas. - Serie: El consumo de tabaco y alcohol es ocasional y justificado por la trama de la historia. Es obligatorio mostrar sus consecuencias negativas. |
| B     | Adolescentes de 12 años en adelante | De 4:00 p.m. a 5:59 a.m.                | Informativo         | - Programas informativos. - En algunas tramas, sobre el tema, puede haber algún grado de complejidad y requerir el uso del juicio de los espectadores. - Mensaje anterior de la televisión; audible o visible: Este programa puede contener escenas de violencia, adicciones, sexualidad o lenguaje no apto para audiencias menores de 12 años. - Usos más comunes: Esta categoría incluye películas con horror, suspenso y miedo a un impacto mínimo; así como violencia no extrema. Incluye infidelidades, amenazas de muerte, explosiones, racismo, muertes por desastres naturales, violencia doméstica y abuso de ancianos; guerra o escenas violentas, incluyendo mutilaciones sin sangre en contextos históricos, de fantasía, épica o cómicas; y variadas escenas de acción. Las películas que no son atractivas para los menores de 12 años se pueden clasificar. Dependiendo de la trama, se pueden mostrar cadáveres o cabezas decapitados. - Equivalencias en USA: TV-PG, TV-14, PG, PG-13 y R. |
| B     | Adolescentes de 12 años en adelante | De 4:00 p.m. a 5:59 a.m.                | Violencia           | - No debería ser la trama principal. - Puede haber escenas implícitas de violencia. - Algunas escenas violentas se pueden mostrar, siempre y cuando las causas estén justificadas y no se ejecuten por razones sexuales. - Es obligatorio mostrar las consecuencias. |
| B     | Adolescentes de 12 años en adelante | De 4:00 p.m. a 5:59 a.m.                | Sexo y desnudez     | - Puede haber desnudez, pero no frecuente. - Las escenas sexuales pueden ser sugeridas pero no mostradas. - El comportamiento sexual no es parte de la trama ni de la trama principal. |
| B     | Adolescentes de 12 años en adelante | De 4:00 p.m. a 5:59 a.m.                | Lenguaje soez       | - El doble sentido es permisible, pero estos no deben ser continuos u ofensivos y no deben ser parte de la personalidad del personaje. - No puede haber escenas de violencia verbal extrema. - No se puede utilizar con fines discriminatorios y/o degradantes. - En las películas mexicanas o extranjeras (con personajes mexicanos), se pueden utilizar maldiciones comunes al español mexicano. - En películas extranjeras que usan doblaje latino el lenguaje soez usado en su idioma real es reemplazado por expresiones suaves y audaces usando solo en su doblaje latino. |
| B     | Adolescentes de 12 años en adelante | De 4:00 p.m. a 5:59 a.m.                | Drogas y Adicciones | - Pueden mencionarse temas como la adicción y las drogas, pero no su consumo. - Consumo ocasional de tabaco y/o alcohol. - Es obligatorio mostrar las consecuencias del abuso. |
| B-15  | 15 años o más | De 7:00 p.m. a 5:59 a.m.                | Informativo         | - Programas informativos, con cierta complejidad dependiendo del tema. - Algunas parcelas no son adecuadas para menores de 15 años. - Debido al contenido, uno debe tener juicio y sentido común para diferenciar la fantasía de la realidad. - Mensaje anterior de la televisión; audible o visible: Este programa puede contener escenas de violencia, adicciones, sexualidad o lenguaje no apto para audiencias menores de 15 años. - Usos más comunes: Esta categoría cubre películas que tratan temas como la drogadicción, la homosexualidad, el asesinato exhibido, el suicidio implícito y el horror paranormal. Las películas con temas polémicos están clasificadas como B-15. - Equivalencias en USA: TV-14, TV-MA, PG-13 y R |
| B-15  | 15 años o más | De 7:00 p.m. a 5:59 a.m.                | Violencia           | - Puede haber escenas de violencia física; Si bien no es la trama principal y se justifica por el argumento. - No se pueden detallar escenas violentas. - Cualquier otro perfil de violencia, con o sin detalles, debe mostrar las consecuencias negativas. |
| B-15  | 15 años o más | De 7:00 p.m. a 5:59 a.m.                | Sexo y desnudez     | - Las escenas eróticas y sexuales se pueden realizar, siempre y cuando estén implícitas y no se realicen en contextos degradantes y/o humillantes. - La desnudez parcial y total ocasional en el fondo es permisible, sin mostrar específicamente genitales. |
| B-15  | 15 años o más | De 7:00 p.m. a 5:59 a.m.                | Lenguaje soez       | - Se permiten palabras y expresiones indecentes, pero no deben formar parte del perfil del personaje ni presentarse como un atributo positivo. - No se puede utilizar con fines discriminatorios y/o degradantes. |
| B-15  | 15 años o más | De 7:00 p.m. a 5:59 a.m.                | Drogas y Adicciones | - El consumo de drogas puede ser explícito o constante, pero esto es mínimo y desalentado, y se muestran sus consecuencias negativas. - Los programas no pueden fomentar el consumo de drogas ni mostrar su preparación. |
| C     | 18 años o más | De 9:00 a 5:59 a.m.                     | Restrictivo         | - Una calificación restringida. - Mensaje anterior de la televisión; audible o visible: Este programa puede contener escenas de violencia, adicciones, sexualidad o lenguaje no apto para audiencias menores de 18 años. - Varias de las cuestiones pueden ser más explícitas o menos censuradas. - Usos más comunes: Asesinatos por desmembramiento o incineración; pedofilia ; incesto ; canibalismo ; tortura. - Equivalencias en USA: TV-14, TV-MA, R y NC-17 |
| C     | 18 años o más | De 9:00 a 5:59 a.m.                     | Violencia           | - Todo horror, incluso detallado, está autorizado. - Los programas no pueden defender la violencia o los crímenes. |
| C     | 18 años o más | De 9:00 a 5:59 a.m.                     | Sexo y desnudez     | - Puede haber desnudez erótica sin presentación genital. - Puede haber relaciones sexuales (discretamente, implícitamente o veladas). |
| C     | 18 años o más | De 9:00 a 5:59 a.m.                     | Lenguaje soez       | - Cualquier lenguaje se puede usar. - No se puede utilizar con fines discriminatorios y/o degradantes. |
| C     | 18 años o más | De 9:00 a 5:59 a.m.                     | Drogas y Adicciones | - Se autoriza el consumo de drogas. - Los programas no pueden defender o promover su consumo o tráfico. - Deben mostrarse consecuencias negativas. |
| D     | Sólo adultos | Desde la medianoche hasta las 5:00 a.m. | Restrictivo         | - La calificación más restrictiva. - Mensaje anterior de la televisión; audible o visible: Este programa está destinado exclusivamente a audiencias mayores de 18 años; puede contener escenas de violencia extrema, adicciones, sexualidad explícita y/o lenguaje grosero violento. - Equivalencias en USA: TV-MA, R, NC-17 y X |
| D     | Sólo adultos | Desde la medianoche hasta las 5:00 a.m. | Sexo y desnudez     | - Puede haber escenas, implícitas o directas, de relaciones sexuales y desnudas. - El sexo puede ser erótico sin ser considerado pornografía. |
| D     | Sólo adultos | Desde la medianoche hasta las 5:00 a.m. | Drogas y Adicciones | - Se presentan escenas de consumo de drogas. - Puede haber mención del tráfico de drogas, los estupefacientes y los estilos de vida relacionados. |
| D     | Sólo adultos | Desde la medianoche hasta las 5:00 a.m. | Violencia           | - Todo horror, incluso detallado, está autorizado. - Los programas no pueden defender la violencia o los crímenes. |
| D     | Sólo adultos | Desde la medianoche hasta las 5:00 a.m. | Lenguaje soez       | - La violencia y la profanidad están plenamente autorizadas, aunque no formen parte de la trama. - Cualquier lenguaje grosero explícito se puede usar. - Se puede utilizar con fines discriminatorios y/o degradantes. |

## Trivia
Durante sus primeros diez años (1977-1986) los mensajes que RTC difundía en televisión usaba como rúbrica las primeras notas de la melodía 3+3 de Vangelis.